# Nematopodius mirabilis
Nematopodius mirabilis là một loài tò vò trong họ Ichneumonidae.